# Will Quince
William James Quince, dit Will Quince, né le 27 décembre 1982 dans le Buckinghamshire, est un homme politique et ancien avocat britannique.
Membre du Parti conservateur, est député de Colchester de 2015 à 2024. De 2011 à 2016, il est conseiller municipal pour le quartier Prettygate de Colchester. 

## Jeunesse et éducation
Will Quince grandit dans le Berkshire et fréquente la Windsor Boys' School, une école polyvalente d'État de la ville de Windsor. Il étudie le droit entre 2001 et 2005 à l'université d'Aberystwyth. 

## Carrière
Après avoir obtenu son diplôme, il travaille pour Concur Technologies Ltd en tant que directeur du développement du marché et Britvic en tant que directeur du développement client. Basé à Ware dans le Hertfordshire, il est élu comme l'un des deux conseillers du parti conservateur pour le quartier Ware Christchurch du conseil de district d'East Hertfordshire en mai 2007, mais se retire en avril 2009 après avoir été investi comme candidat du Parti conservateur pour Colchester. 
Il se présente sans succès en tant que candidat conservateur aux Élections générales britanniques de 2010 pour le siège de Colchester, se classant deuxième derrière le député libéral démocrate sortant, Bob Russell. Après la défaite électorale, il exerce des fonctions d'avocat stagiaire au sein du cabinet d'avocats Asher Prior Bates et au cabinet d'avocats Thompson Smith et Puxon. Il est élu conseiller conservateur du quartier Prettygate au conseil d'arrondissement de Colchester lors des élections locales de 2011 et dirige le groupe conservateur au conseil de 2011 à 2014, lorsqu'il démissionne pour se concentrer sur les Élections générales britanniques de 2015. 

### Carrière parlementaire
Après sa défaite en 2010, Quince est élu aux Élections générales britanniques de 2015 comme député de Colchester, en remplaçant du sortant libéral-démocrate Bob Russell. Il fait campagne pour que le Royaume-Uni quitte l'Union européenne lors du référendum de 2016. 
En 2018, il est nommé Secrétaire parlementaire privé du secrétaire d'État à la Défense Gavin Williamson. Il siège au Groupe de référence des communes sur la représentation et l'inclusion, au Comité des affaires intérieures et au Comité des transports. Le 23 octobre 2018, il démissionne du groupe de référence des communes sur la représentation et l'inclusion, invoquant le manque de confiance dans la capacité de Bercow à lutter contre l'intimidation et les problèmes de harcèlement sexuel au Parlement. Il démissionne de son poste de PPS le 8 décembre 2018, en opposition à l'accord de retrait du Brexit et à la déclaration politique.
Il est Sous-secrétaire d'État parlementaire à la Prestation sociale du 4 avril 2019 au 17 septembre 2021, Sous-secrétaire d'État parlementaire à l'Enfance et aux Familles du 17 septembre 2021 au 6 juillet 2022 et Ministre d'État à la Santé et aux Soins secondaires du 8 septembre 2022 au 13 novembre 2023.